# 門登鎮區 (密歇根州)
門登鎮區（英語：Mendon Township）是位於美國密歇根州聖約瑟夫縣的一個行政鎮區。

## 地方資料
門登鎮區的面積為93.80平方千米，當中陸地面積為90.60平方千米，而水域面積為3.20平方千米。根據2020年美國人口普查的數據，當地共有人口2581人，而人口密度為每平方千米27.52人。